# Silvério Pessoa
Silvério Pessoa (Carpina, 6 de janeiro de 1962) é um músico brasileiro, Secretário Estadual de Cultura de Pernambuco. É também cantor e compositor. Doutor e Professor pela Universidade Católica de Pernambuco.

## Biografia
Iniciou sua carreira na banda Elfos, mas ganhou projeção nacional com o Cascabulho, em 1994, com a qual fez turnês por Canadá, Estados Unidos e Alemanha. Em 2001, após sair da banda, lançou um CD baseado na obra do cantador alagoano Jacinto Silva, chamado Bate o Mancá - O Povo dos Canaviais. A música de Silvério é uma síntese das canções da Zona da Mata, Agreste e Sertão, com a sonoridade e atitude dos jovens dos Centros Urbanos, envolvidos com o Rock, o Hip-Hop, o Punk, e os novos sons que chegam e são absorvidos pelas tradições. É um trabalho que oferece hereditariedade ao gênero tradicional, não perdendo a nave da história.
Atualmente o Silvério trabalha o disco lançado em 2015, intitulado “Cabeça Feita – Silvério canta Jackson do Pandeiro”, em homenagem ao mestre, antecipando a preparação para o centenário de Jackosn em 2019. Um disco com 22 músicas em 15 faixas gravadas em estúdio no formato ao vivo, com todos os músicos juntos. Silvério é conhecido pela forma semelhante de interpretação do mestre, valorizando os “erres” e a forma sincopada de cantar e nesse disco ele busca trazer a mesma estética sonora de Jackson do Pandeiro. Esse show vem sendo apresentado em importantes eventos, passando por cidades do Nordeste e Sudeste.
Seu trabalho anterior, e também opção de apresentação, foi o cd NO GRAU formado por canções inéditas, composições próprias e parceiros, além de participações como Maciel Melo, Fernando Aniteli (O Teatro Mágico), Crônica (SP), Flávio Guimarães (RJ), Sérgio Campelo (Sa Grama), Júnior Areia (Mundo Livre S/A) e todos os músicos envolvidos nesse projeto independente. Um disco onde Silvério amplia o universo tradicional e traz uma atmosfera mais contemporânea às suas canções, explorando mais as levadas pop, rock e mpb. Na mesma época de lançamento do No Grau, Silvério realizou e lançou em conjunto o disco COLLECTIU, um projeto de gravações com bandas Occitans do sul da França, resultado de pesquisas e dos encontros e amizades feitas em suas turnês. Essa conexão, ressaltou a diminuição das distâncias através dos caminhos virtuais, no disco, 12 faixas compostas ou arranjadas em parceria, e gravadas em idiomas diferentes, como português, francês e os diversos dialetos Occitans.
Em 2012 Silvério Pessoa lançou na Europa o disco Forroccitania, um trabalho realizado em parceria com a banda francesa La Talvera sobre os diálogos da cultura nordestina, mais precisamente de Pernambuco, com a cultura Occitan. No mesmo ano realizou turnê desse trabalho por cidades do sul da França e também da Bélgica, voltando em 2013 para Festivais ligados à Cultura da Occitania. Ainda em 2012 foi indicado ao Prêmio de Música Brasileira como melhor cantor regional, do qual foi vencedor em 2006 na mesma categoria, tendo sempre reconhecimento pela particularidade e qualidade de sua música, conquistando assim diversos mundos culturais.

## Carreira
Sua carreira profissional teve início com o grupo CASCABULHO, banda que formou em 1994, fez turnês pelo Canadá, E.U.A. e Berlim. Participou do Free Jazz, de 03 versões do Festival Abril pro Rock e recebeu, como compositor, o Prêmio Sharp de Música em 1999, categoria Regional. Após sua saída da banda, Silvério gravou um CD com base nas músicas de Jacinto Silva, um Alagoano radicado em Caruaru (exímio cantador de coco), lançando no Brasil em 2001 e na Europa em 2004, com o título “BATE O MANCÁ – O Povo dos Canaviais”.

## Reconhecimento e projetos
O projeto "BATE O MANCÁ – O Povo dos Canaviais" ganhou diversas citações e artigos em revistas especializadas de música em toda Europa, com destaque de 4 estrelas da Revista Le Monde de la Musique, de Paris, sendo selecionado como um dos melhores lançamentos do ano pela redação da Revista Vibrations da França.
Seu segundo projeto, o CD “Batidas Urbanas – Projeto MICRÓBIO DO FREVO, é uma revisão da obra carnavalesca de Jackson do Pandeiro nas décadas de 50/60. O CD, também independente, recebeu nota máxima do jornal Folha de S.Paulo, Revista VEJA e Rolling Stones da Argentina. Uma renovação na época do ritmo do frevo.
O terceiro CD lançado em novembro/2005 chama-se “CABEÇA ELÉTRICA, CORAÇÃO ACÚSTICO”. Um disco autoral, onde Silvério contou com participações especiais de Dominguinhos, Lenine, Alceu Valença, Siba, Lula Queiroga, Zé Vicente da Paraíba, Ivanildo Vila Nova e tantos outros músicos e amigos. O CD lhe rendeu o Premio TIM de melhor cantor categoria Regional em 2006.  Um repertório que tem referências culturais e o som que vem do interior de Pernambuco e sofre intervenções eletrônicas. Este novo trabalho de Silvério está baseado no conceito da “migração inversa”.

No Show de lançamento do cd foram gravadas as imagens para a produção do primeiro DVD – “Cabeça Elétrica Coração Acústico – Ao Vivo” da carreira de Silvério, que na edição ainda incluiu imagens e vinhetas que ambientam todo o imaginário das letras das músicas, com imagens das turnês, idas e vindas do próprio Silvério. Sendo lançado em março de 2007.

## Participações
Silvério participa frequentemente dos eventos artísticos no nordeste, como o carnaval, a Festa de São João e os shows de Natal.

## Secretário de Cultura de Pernambuco
Em 2° de janeiro de 2023, Silvério assumiu a Secretaria de Cultura de Pernambuco, no governo de Raquel Lyra (PSDB).

## Homenagens
O Grupo Percussivo Batuques de Pernambuco fará uma homenagem à Silvério Pessoa, no Carnaval 2024
1. ↑  «Batuques de Pernambuco fará homenagem à Silvério Pessoa no Carnaval 2024». batuquesdepernambuco. 25 de setembro de 2023. Consultado em 12 de dezembro de 2023